# Azouz Begag
Azouz Begag, né le 5 février 1957 à Lyon (Rhône), est un homme politique, écrivain, et chercheur français en économie et sociologie. Il est chargé de recherche du CNRS.
Il est ministre délégué à la Promotion de l'égalité des chances de 2005 à 2007 dans le gouvernement Dominique de Villepin, une fonction qu'il quitte afin de prendre part à la campagne présidentielle de François Bayrou.

## Biographie

### Vie civile
Azouz Begag naît à Lyon le 5 février 1957. Ses parents, Messaouda et Bouzid Begag, sont originaires d'Algérie : anciens ouvriers agricoles à Sétif, alors dans le département de Constantine, ils s’installent en France métropolitaine en 1949. 
Il passe les dix premières années de sa vie dans le Chaâba, bidonville de Villeurbanne. Quand il a  six ans, il rêve de devenir professeur. Il veut aussi être comédien, ou encore « président comme Nasser ». Son père lui répète toujours : « Moi, je travaille à l'usine, ton unique devoir est d’apprendre à l’école. Tu dois être le meilleur des meilleurs. » À l’école, il connaît le racisme : « Les Arabes devaient travailler plus que les autres enfants, s’ils voulaient être appréciés. » Comme ses parents ne parlent que très peu le français, ils ne savent pas que leurs enfants sont discriminés : « Ils ne nous expliquaient rien, car ils ne comprenaient rien de tout ce qui se passait autour de nous. C’était nous qui leur expliquions la réalité en France. ». En 1967, il entre au collège Saint-Exupéry de la Croix-Rousse. En 1969, sa famille déménage en HLM à la cité de « La Duch » (la Duchère).
Avec ses parents, il visite l’Algérie à la fin des années 1970, et manque de se faire enrôler dans l’armée algérienne : « À l’époque, j’étais en plein cycle d’études universitaires, et ne pouvais m’offrir le luxe de m’absenter deux longues années pour effectuer un service militaire dans une caserne au fin fond du Sahara, à Tindouf ou à Tamanrasset, à apprendre le maniement de la kalachnikov, le pilotage du Mig 21 soviétique, tout en dormant la nuit d’un seul œil pour surveiller les scorpions sahariens amateurs de chair fraîche immigrée. »
Dans les années 1980, Azouz Begag se rend compte qu’il ne veut plus « retourner définitivement » en Algérie : « Oui, jusqu’à l’âge de vingt-cinq, vingt-sept ans je voulais un jour retourner en Algérie, construire l’Algérie und so weiter, mais maintenant c’est fini. Alors, maintenant, je me considère comme un Français d’origine maghrébine en France, et je veux ouvrir la signification du être français heute... ». Il s'installe alors à Lyon, dans le quartier de la Guillotière.
Il renouvelle son choix de la nationalité algérienne en 1986. Cependant, il retourne en Algérie seulement en 2002, pour y enterrer son père.
En 1987, il demande la nationalité française, qu'il obtient en 1989.
Dans les années 1990, il parle lors d'un discours de son identité : « J’aimerais bien être marié à plusieurs femmes, cela me plaît. Je dis cela pour dire qu’il y a un Arabe très traditionnel, très macho et dur, qui existe en moi. Il ne demande qu’à se réveiller. Tous les jours il frappe à ma porte pour sortir, pour s’exprimer. Mais je suis intelligent, cultivé, né à Lyon et je me suis frotté à la société française depuis plusieurs dizaines d’années, je lui dis : “Reste où tu es.“ »
Dans une interview donnée en 2024, il décrit la Guillotière comme son « port d'attache » : « J’y ai construit ma vie, mes colères aussi. J’ai tellement aimé ce quartier que j’en suis devenu son biographe. ». Le quartier sera le décor de son prochain roman. Pour autant, il regrette que l'esprit multiculturel du quartier ait pâti de sa paupérisation, et qu'aucune municipalité n'ait su développer la Guillotière à sa juste mesure.  

### Études supérieures et vie professionnelle
Azouz Begag obtient un doctorat en économie à l'université Lyon 2 sur le thème « L'Immigré et sa ville ». Il combine ensuite des fonctions de chercheur au CNRS et à la Maison des sciences sociales et humaines de Lyon depuis 1980, et d'enseignant à l’École centrale de Lyon. Son travail de chercheur porte largement sur la mobilité des populations immigrées dans les espaces urbains. En 1988, il est visiting professor (professeur invité) à l’université Cornell durant une saison universitaire, chargé d'un cours semestriel sur les immigrations en Europe de l'Ouest. Il est depuis 2000 membre du laboratoire « Espace et culture » (Paris-4 - CNRS).
Il est membre du Conseil économique et social en 2004, au titre des personnalités qualifiées dans le domaine économique, social, scientifique ou culturel, désigné sur proposition du Premier ministre (2004-2005) après une mission sur l’égalité des chances (mai 2004).
Du 2 juin 2005 au 5 avril 2007, il est ministre délégué auprès du Premier ministre, chargé de la Promotion de l'égalité des chances, dans le gouvernement Dominique de Villepin.
Il est l'auteur de plus de vingt livres, dont plusieurs romans s'inspirant de son enfance comme Le Gone du Chaâba ou encore l'hommage rendu à son père dans le livre Le Marteau pique-cœur. Le titre du premier cité est un jeu de mots révélateur de son intérêt pour le métissage culturel. Il s'agit en effet d'un mélange entre un terme du dialecte lyonnais, langue de sa région de naissance, et d'un terme algérien signifiant tribu.
Pourquoi a-t-il écrit Le Gone du Chaâba ? « Une raison psychologiquement très forte me pousse à le faire. C’est l’histoire d’un enfant qui sort du bidonville et qui réussit à l’école, donc dans la société. Seulement, dans ce bidonville, sur les quarante enfants il n’y en a qu’un qui s’en sort et c’est moi. Et ça c’est difficile à vivre. Les trente-neuf autres restent derrière toi et tu te dis : pourquoi moi ? Tu vis mal ton succès, ta réussite ! Les trente-neuf autres se disent d’ailleurs la même chose : pourquoi lui ? ». En 2003, il écrit le scénario du téléfilm Le Voyage de Louisa avec la collaboration de Charles-Antoine de Rouvre, réalisé par Patrick Volson et produit par Nicolas Traube pour France 2. Il raconte le voyage initiatique de jeunes clandestins tunisiens vers la France via l'Italie,.
Il est aussi parolier de chansons et le scénariste du film Camping à la ferme, où il expose sa vision d'une France multi-ethnique qui se mélange à une France historiquement et naturellement multiculturelle, que ce soit de par sa construction même et la richesse de ses langues et cultures régionales ou de par les vagues migratoires qu'elle a accueillies avec succès auparavant. Le mélange de ces trois niveaux de richesses culturelles françaises est souvent traité dans son travail. 
En octobre 2007, Azouz Begag est le président du 18e Festival international de géographie (FIG) de Saint-Dié-des-Vosges.
Depuis le mois de septembre 2008, il est professeur invité à l'université de Californie à Los Angeles.
Azouz Begag aurait confié à Dominique de Villepin son rêve de devenir ambassadeur. « J’aime découvrir l’autre, aller à sa rencontre. Il n’y a pas de plus somptueux que de constater la rencontre magique de Taj Mahal, entre la culture des musulmans Mogoles et des Hindous ».
De 2013 à 2016, Azouz Begag occupe à l'ambassade de France au Portugal le poste de conseiller culturel et de coopération ; il dirige également l’Institut culturel français de Lisbonne.

## Vie politique

### Candidatures et contributions à divers partis (1992-2003)
Le parcours politique d'Azouz Begag a traversé de nombreux partis. Il déclare à ce sujet : « Je n'ai jamais été satisfait par le clivage gauche-droite. Je trouve qu'il est stérilisant et caricaturant. Il oblige les uns et les autres à amplifier les différences, les sujets de discorde, pour en tirer le meilleur parti. Ce qui provoque des tensions, des exaltations. On est contraint, du fait de la discorde de prendre position : pour ou contre ! Alors que les choses sont toujours plus compliquées. »

#### Parti socialiste
Azouz Begag a proposé au PS de figurer dans la liste pour les élections régionales de 1992, en Rhône-Alpes, mais sa candidature a été rejetée. En 1995, il a souhaité être tête de liste PS aux municipales dans le 1er arrondissement de Lyon, mais s'est heurté à un refus de Gérard Collomb, cet arrondissement étant réservé aux Verts.
Azouz Begag annonce le 17 avril 2012 qu'il votera dès le premier tour de la présidentielle pour François Hollande.

#### RPR
Azouz Begag croise Jacques Chirac en 1995 et discute avec lui, à Vaulx-en-Velin, lors d’une table ronde sur « le mal des banlieues », un sujet que le président entendait alors mieux comprendre deux semaines après la mort, en région lyonnaise, du terroriste islamiste d'origine algérienne Khaled Kelkal.
Invité à plusieurs reprises à l'hôtel Matignon par Alain Juppé à déjeuner, en compagnie de Philippe Sollers ou d'Alain Touraine, Azouz Begag exprime l'ambition d'être candidat au titre du RPR pour devenir « le premier représentant des banlieues à l’Assemblée nationale ». Matignon donne son aval pour les élections législatives de 1997, mais la droite lyonnaise renâcle et désigne un élu local, Marc Fraysse.

#### Divers gauche
Azouz Begag annonce alors sa candidature comme « divers gauche » lors de l'élection législative qui a eu lieu les 25 mai et 1er juin 1997 dans la 2e circonscription du Rhône et se retrouve aussitôt accusé, par la gauche locale, d’être un « sous-marin de la droite ».
Azouz Begag se retire avant le début du scrutin mais, par décision no 97-2327 du 29 janvier 1998 parue au JO/LD Numéro 27 du 1er février 1998 (page 01641), le Conseil constitutionnel décide que « Considérant que le compte de campagne de M. Begag, candidat dans la 2e circonscription du Rhône, déposé à la préfecture le 7 juillet 1997, ne retrace ni les recettes perçues ni les dépenses engagées par le candidat en vue de son élection […] M. Azouz Begag est déclaré inéligible, en application de l'article LO 128 du code électoral, pour une durée d'un an à compter du 29 janvier 1998 ».
En 1999, Robert Hue, secrétaire national du Parti communiste, lui propose d’être candidat sur sa liste aux élections européennes.

#### Divers droite
« Militant de la cause des cités », Azouz Begag espère ensuite être candidat aux élections municipales de 2001 avec sa casquette de « spécialiste des banlieues » mais, à nouveau, la droite locale se méfie de lui.

### Rapporteur pour le Premier ministre (2004)
Dominique de Villepin, Premier ministre sous Jacques Chirac, dont il avait fait la connaissance au salon du livre de Brive-la-Gaillarde, lui commande en 2004 un rapport intitulé « La République à ciel ouvert ». Azouz Begag y dresse un bilan de vingt années de politique d'intégration et présente un état des lieux au sein des métiers du ministère de l'Intérieur. Puis il propose une dizaine de mesures de discrimination positive parmi lesquelles « l'adaptation des méthodes de recrutement en ciblant les jeunes issus de l’immigration visible, d’origine maghrébine et africaine ». Le rapport note ainsi que « des questions tirées des programmes de terminales générales désavantagent à l’évidence les candidats non issus de ces filières ». La seconde partie consiste à apporter des réponses courtes à différentes questions portant surtout sur la connaissance des institutions politiques et judiciaires. S'agissant du racisme, Azouz Begag propose également « de reprendre à notre compte la définition anglaise suivante : "un incident raciste est un incident qui est perçu comme raciste par la victime ou toute autre personne" ».

### Ministre délégué chargé de la Promotion de l'égalité des chances (2005-2007)
Du 2 juin 2005 au 5 avril 2007, il est ministre délégué auprès du Premier ministre, chargé de la Promotion de l'égalité des chances, dans le gouvernement Dominique de Villepin.
En octobre 2005, Azouz Begag indique qu'« il faut traverser le périphérique, aller chez les indigènes là-bas, les descendants de Vercingétorix… Il faut casser les portes, et si elles ne veulent pas s'ouvrir, il faut y aller au forceps. Partout où la diversité n’existe pas, ça doit être comme une invasion de criquets, dans les concours de la fonction publique, dans la police nationale… Partout de manière qu’on ne puisse plus revenir en arrière ».
Azouz Begag est au centre d'un incident diplomatique entre la France et les États-Unis le 13 octobre 2005. Azouz Begag est contrôlé par les services de douane américains à l'aéroport d'Atlanta pour un interrogatoire d'une quinzaine de minutes environ qu'Azouz Begag qualifiera de délit de faciès. Azouz Begag se prévalant de son statut de ministre français, détenteur d'un visa diplomatique A1 et d'une immunité diplomatique, le Quai d’Orsay interviendra et le département d'État présentera ses excuses et reconnaîtra une faute professionnelle des douanes.
Azouz Begag est progressivement entré en conflit ouvert avec Nicolas Sarkozy, qui le surnomme « Vidéo Begag », selon Libération. Le conflit prend de l'ampleur, en octobre 2005 quand Azouz Begag réagit contre l'emploi du terme « racaille » par Nicolas Sarkozy.
Concernant l'élection présidentielle française, il déclare en novembre 2006 : « Je voterai Dominique de Villepin, même s'il ne se présentait pas ». Le ralliement de Villepin à Sarkozy déçoit Azouz Begag, qui espérait le voir candidat. Le 13 mars 2007, Azouz Begag déclare qu'il ne votera pas pour Nicolas Sarkozy et se rallie à François Bayrou, dont la candidature est selon lui « salutaire pour la démocratie ». Il précise sa position le 16 mars sur France 2 en étant le premier ministre du gouvernement à soutenir officiellement François Bayrou, « le seul candidat qu'[il] puisse soutenir », qualifiant d'« amalgame indécent » la proposition de Nicolas Sarkozy concernant la création d'un ministère de l'Immigration et de l'Identité nationale.
Le 5 avril 2007, il démissionne du gouvernement pour, dit-il, « reprendre sa liberté de parole ». Rentrant chez lui à Lyon en train le soir même, le contrôleur lui fait une remarque sur son abonnement de train en tant que ministre.
Le 11 avril 2007, Azouz Begag fait paraître un nouvel ouvrage intitulé Un mouton dans la baignoire (titre qui reprend des propos de Nicolas Sarkozy fustigeant les pratiques de certains musulmans). Dans ce livre consacré à la politique et aux agissements de Nicolas Sarkozy, Azouz Begag accuse  ce dernier de l'avoir insulté et menacé. Il explique aussi comment, selon lui, Dominique de Villepin a cédé devant le candidat de l'UMP. Nicolas Sarkozy nie ces accusations et affirme même qu'il n'a jamais rencontré Azouz Begag, alors que des photos prises notamment à l'Assemblée nationale démontrent le contraire, et qu'il participait chaque semaine au Conseil des ministres avec Azouz Begag.
Dans une interview publiée le 18 avril 2007 dans le quotidien espagnol El País, Azouz Begag accuse Nicolas Sarkozy « d'insulter les musulmans et les Arabes ». Il indique également « Tous les Arabes et tous les Noirs […] détestent Sarkozy ».
Azouz Begag considère que le fait qu’il s’oppose à Sarkozy a entraîné son exclusion des médias lourds qui « refusent de le recevoir ». Il indique que même l’ambassadeur d’Algérie en France aurait rompu tout contact avec lui, « comme s’il ne m’avait jamais connu ! »,.
Concernant son travail au gouvernement et les pressions racistes qu'il a subies, il déclare en 2011 : « Brice Hortefeux me faisait des signes, passant un doigt sous sa gorge pour me faire le sourire kabyle, à peu près à tous les conseils des ministres. Il me faisait ce geste odieux, je ne sais pas pour quelle raison mais sans doute pour rigoler, comme s'il avait été parachutiste dans le Djebel et qu'il rapportait ce signe médiocre en conseil des ministres pour me le donner, à moi. Et un jour ce type me dit à l'Assemblée Nationale : "Ah mais tu es encore là ? Allez fissa-fissa ! Dégage !" ».

### Dernières candidatures (2007-2011)

#### Mouvement démocrate

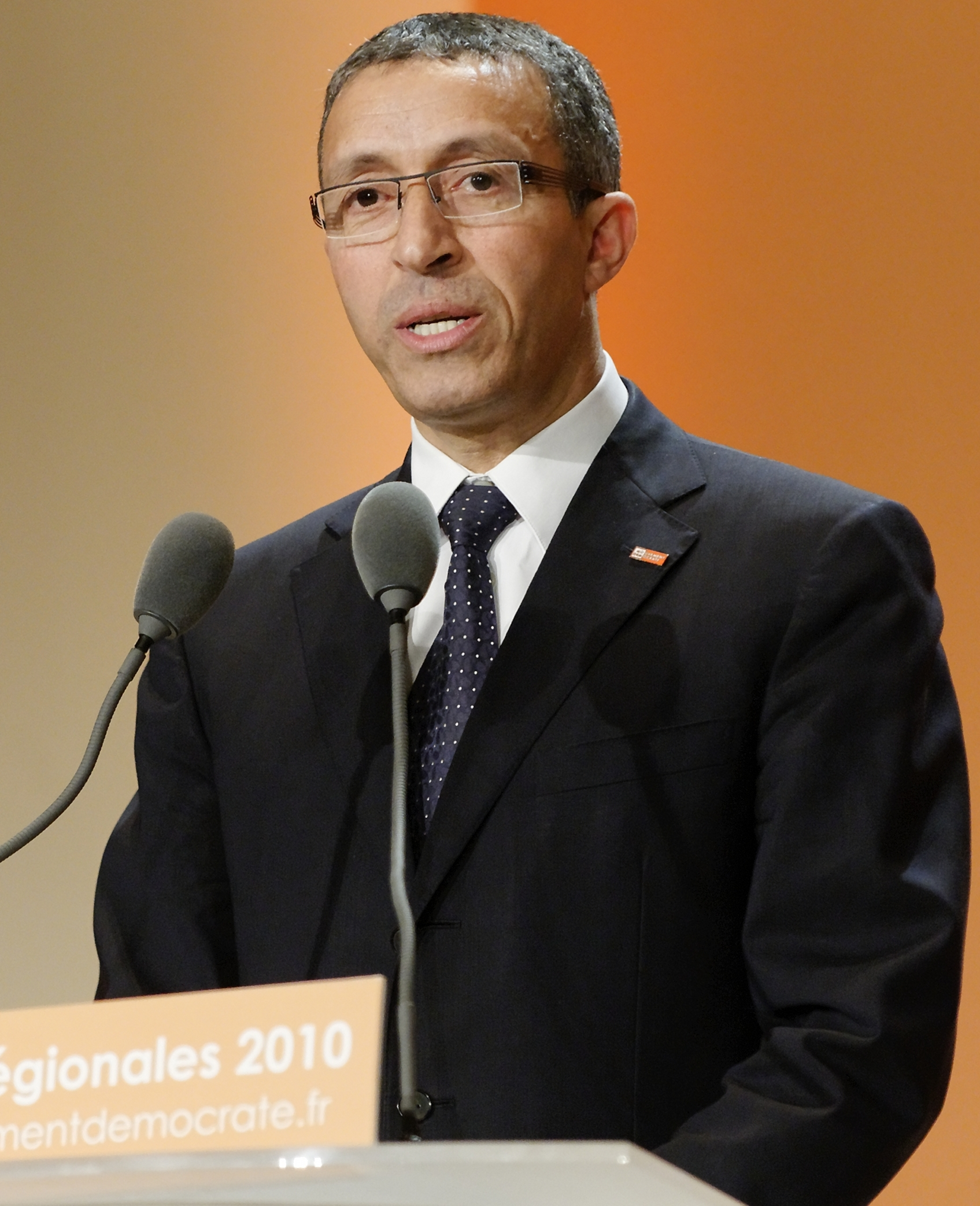
Azouz Begag à la réunion publique de lancement de la campagne du MoDem pour les élections régionales de 2010 à la maison de la Chimie.

Azouz Begag participe à la campagne présidentielle de François Bayrou. À l'issue du premier tour, le 24 avril 2007, il déclare sur RMC : « Je sais pour qui je ne voterai pas. Je ne voterai pas, je ne voterai jamais pour Nicolas Sarkozy, c'est clair ». Interrogé sur son vote éventuel pour Ségolène Royal le 6 mai 2007, il répond : « Franchement, c'est un truc secret. »
Azouz Begag se présente aux élections législatives de 2007 sous l'étiquette Mouvement démocrate dans la troisième circonscription du Rhône, face notamment à Jean-Michel Dubernard (UMP, sortant) et Jean-Louis Touraine (PS, élu). Il est battu au 1er tour avec 14,74 % des voix et appelle à voter « contre Jean-Michel Dubernard » lors du deuxième tour.
À la suite du forum des démocrates de Seignosse, Azouz Begag est investi pour se présenter aux municipales de Villeurbanne, ville à laquelle il a déclaré être sentimentalement très attaché.
Toutefois, à la suite du retrait de la vie politique d'Anne-Marie Comparini, Azouz Begag se porte dans un premier temps candidat à l'investiture démocrate pour les municipales à Lyon, puis renonce le 6 décembre 2007, ne bénéficiant d'aucun soutien politique. Azouz Begag ne bénéficiait pas du soutien du sénateur Michel Mercier, président de la fédération UDF-MoDem du Rhône, ni de celui de François Bayrou, tous deux n'appréciant guère son caractère « incontrôlable ».
Azouz Begag soutient ensuite officiellement Gérard Collomb,.
Bien qu'il se soit déclaré écœuré de la politique après n’avoir pu être désigné candidat MoDem aux dernières municipales lyonnaises, Azouz Begag décide, en janvier 2009, de se déclarer candidat à la candidature pour mener la liste Sud Est du Modem aux élections européennes. Il « dit avoir fait part de cette candidature à François Bayrou qui, selon lui, l'aurait pris comme un « cadeau ».
Après avoir assuré qu'il tentait sa dernière chance en politique pour les élections européennes de 2009, Azouz Begag est la tête de liste du MoDem pour la région Rhône-Alpes dans les élections régionales des 14 et 21 mars 2010. Le quotidien El Watan souligne que « Le Lyonnais apparaît ainsi comme le seul Franco-algérien à accéder à cette haute candidature, et le seul représentant de la "diversité" à ce niveau ». Azouz Begag se moque de ceux qui le croient « incapable  de faire 15 % à 18 % ». Il indique : « Il n’y a aucune raison de dissoudre l’identité du Modem dans ce qui reste du PS. […] Si je suis choisi comme tête de liste, moi, je vise un score à deux chiffres ! » et ajoute : « À l'évidence, nous allons avoir beaucoup d'élus à l'issue de ce scrutin ».
Azouz Begag réalise un score de 4,33 % le soir du premier tour, sans aucun élu.

#### République solidaire
Le 21 juin 2010, Azouz Begag rejoint le mouvement de Dominique de Villepin, République solidaire.
Malgré le choix de République solidaire, le 9 octobre 2011, Azouz Begag se déplace pour voter François Hollande à la primaire citoyenne organisée par le Parti socialiste et le Parti radical de gauche.

## Écrivain

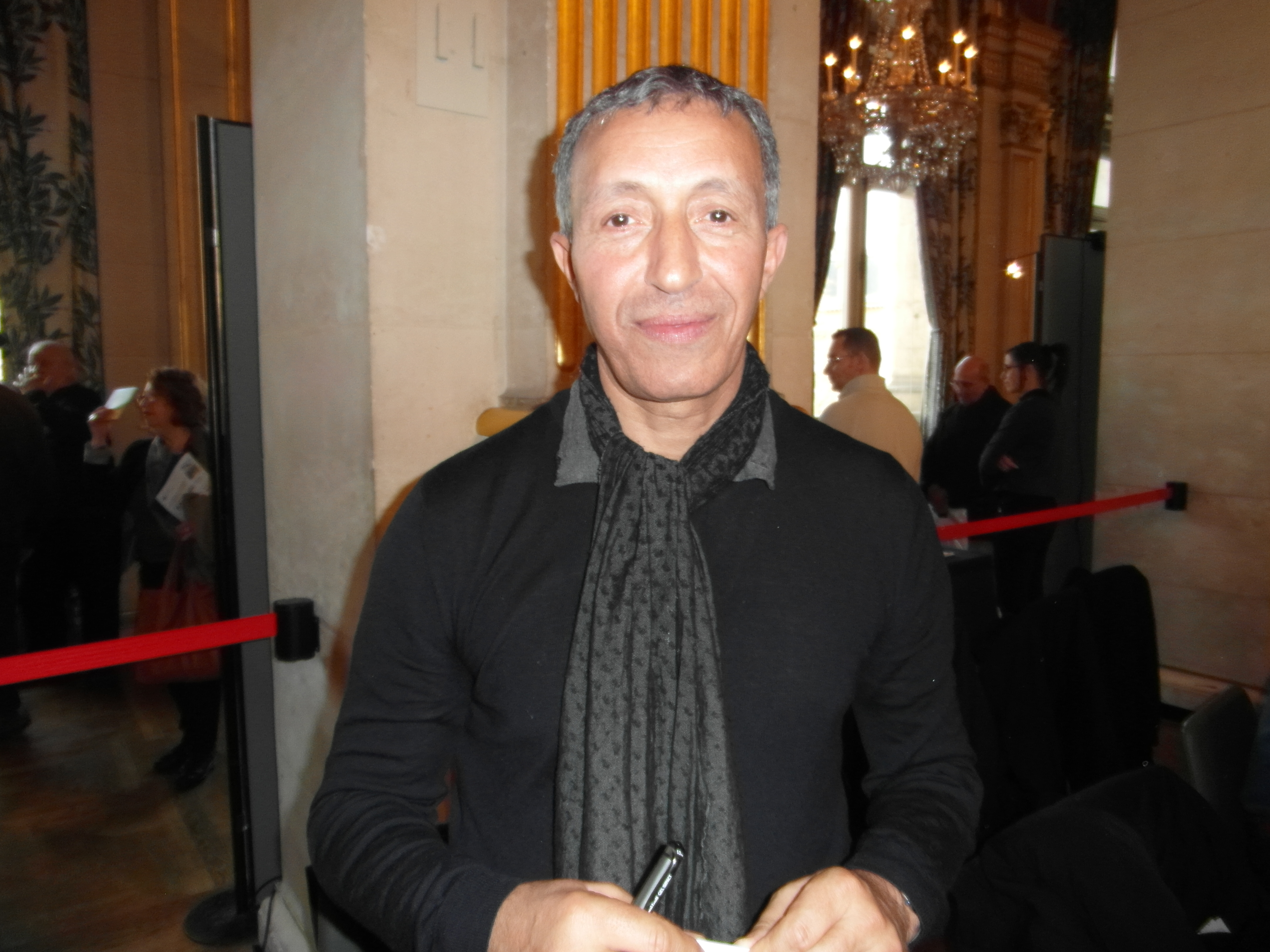
Azouz Begag au 20e Maghreb des livres (Paris, le 8 février 2014).

En 1989, le roman de sa jeunesse paraît : Béni ou le Paradis privé (Nagel & Kimche, Zurich 2000). Il y décrit, entre autres, la discrimination subie par une partie de la population non-européenne au milieu des années 1970.

### Œuvres
- L'Arbre ou la maison, Éditions Julliard (2021), prix Albert Bichot 2021 dans le cadre du Salon Livres en Vignes au Clos de Vougeot
- Salam Ouessant, Éditions Albin Michel, (2012)
- Dites-moi bonjour, Fayard, (2009)
- La Guerre des moutons, Fayard, (2008)
- Un mouton dans la baignoire, Fayard, (2007)
- (illustré par Jacques Ferrandez) L'île des gens d'ici, Éditions Albin Michel, (2006)
- Le Marteau pique-cœur, Éditions du Seuil, (2004)
- Ahmed de Bourgogne, (avec Ahmed Beneddif), Seuil, (2001)
- Un train pour chez nous, Magnier, (2001)
- Le Passeport, Seuil, (2000)
- Tranches de vie, Stuttgart, Klett Verlag, (1998)
- Dis Oualla, Éditions Fayard, Collection Libres, (1997)
- Zenzela, Éditions du Seuil, (1997)
- Les Chiens aussi, Éditions du Seuil, Collection Points Virgule, (1995)
- L'Ilet-aux-vents, Éditions du Seuil, Collection Points Virgule, (1992)
- Béni ou le Paradis privé, Éditions du Seuil, Collection Points Virgule, (1989)
- Le Gone du Chaâba, Éditions du Seuil, Collection Points Virgule, (1986)

### Pour la jeunesse
- Les Voleurs d'écriture, Éditions du Seuil, Collection Points, (1990)
- La Force du berger, La Joie de lire, (1991)
- Jordi et le rayon perdu, La Joie de lire, (1992)
- Les Tireurs d'étoiles, Éditions du Seuil, Collection Points, (1993)
- Le Temps des villages, La Joie de lire, (1993)
- Une semaine de vacances à Cap maudit, Éditions du Seuil, Collection Points, (1993)
- Mona ou le bateau-livre, Chardon Bleu, (1994)
- Quand on est mort, c'est pour toute la vie, Gallimard, (1995)
- Ma maman est devenue une étoile, La Joie de lire, (1996)
- Le théorème de Mamadou, Ill. Jean Claverie, Éditions du Seuil, (2002)
- La musique du Maghreb, Gallimard, (2005)
- La leçon de francisse, Gallimard, (2007)

### Essais et publications scientifiques
- L'Immigré et sa ville, Presses universitaires de Lyon, 1984
- La banque mondiale et le financement des transports dans les pays en voie de développement, Al Mayadine - revue universitaire des études juridiques, économiques, économiques et politiques Faculté d'Oujda Maroc, 1990
- Écarts d'identité, Seuil, 1990
- The French-Born Youths Originating in North African Immigration : From Socio-Spatial Relegation to Political Participation, International Migrations, Belgique, 1990
- North-African Immigrants in France : The Socio-Spatial Representation of "here" and "there", Loughborough University of Technology, England, 1990
- La Révolte des lascars contre l'oubli à Vaulx-en-Velin, Les Annales de la recherche urbaine, 1990
- La Ville des autres.  La Famille immigrée et l’espace urbain, Presses universitaires de Lyon, 1991
- La pauvreté comme terrain, Métropolis, 1991
- Quartiers sensibles (en collaboration avec Christian Delorme), Seuil, 1994
- Éléments de discrimination positive en France, revue Esprit libre, 1995
- Place du Pont ou la médina de Lyon, Autrement, 1997
- Espace et exclusion. Mobilités dans les quartiers périphériques d'Avignon, L'Harmattan, 1998
- Du bon usage de la distance chez les sauvageons (en collaboration avec Reynald Rossini), Seuil, 1999
- Les Dérouilleurs : ces Français de banlieue qui ont réussi, Mille et une nuits, 2002
- L’Intégration, Le Cavalier Bleu, 2003
- C’est quand il y en a beaucoup…, Belin, 2011
- Lyon, Place du Pont - La place des Hommes Debout, ELAH, 2011, 125 p.
- Mémoires au soleil, Seuil, 2017

#### Articles
- « The Beurs, Children of North-African Immigrants in France. The issue of Integration », The Journal of Ethnic Studies, Washington, 1990
- « Voyage dans les quartiers chauds », Les Temps Modernes, 1991
- « Rites sacrificiels des jeunes dans les quartiers en difficulté », Les Annales de la recherche urbaine, 1991
- « Entre rouiller et s'arracher, réapprendre à flâner », Les Annales de la recherche urbaine, 1993

Azouz Begag est parrain de l'ONG Bibliothèques sans frontières qui œuvre pour l'accès au savoir et l'appui aux bibliothèques en France et à travers le monde.

## Distinctions
- Chevalier de la Légion d'honneur, distinction reçue en 2005.
- Chevalier de l'ordre national du Mérite, distinction reçue en 1996[42].

## Vie privée
Divorcé, il est le père de deux filles.
Il fait partie des nombreuses personnalités présentes aux obsèques religieuses de Jacques Chirac en l'église parisienne Saint-Sulpice, fin 2019.